# Ginemimetofília
La ginemimetofília (del grec γυναικός, dona; μιμητικός, imitable; φιλία, atracció) consisteix en l'atracció sexual cap a persones amb sexe anatòmic i morfològic masculí que es vesteixen o es comporten socialment com a dones, estan sota un tractament hormonal de transició sexual o han completat la reassignació de sexe. La seva contrapart seria la andromimetofilia.
El terme va ser ideat per John Money i Margaret Lamacz en un estudi de 1984 (Gynemimetophilia: Individual and Cross-Cultural Manifestations of a Gender-Coping Strategy Hitherto Unnamed) per a referir-se, originalment, a l'atracció parafilica cap a persones de sexe morfològic masculí que es vestien o actuaven com a dones (trasvestisme) o estaven sota tractament hormonal per a transicionar, no obstant això, en un estudi de 1986 (Lovemaps: Clinical Concepts of Sexual/erotic Health and Pathology), Money ampliaria la definició del terme per a també incloure l'atracció cap a dones transsexuals.
En 1993, l'estudi «Men with Sexual Interest in Transvestites, Transsexuals, and She-Males», de Ray Blanchard i Peter Collins, llança el terme ginandromorfofília (gynandromorphophilia) per a referir-se, únicament, a l'atracció sexual cap a persones amb aparença femenina però que no han passat per una operació de reassignació de sexe, com transvestis o persones trans. Des de llavors, existeix una tendència a preferir el terme ginandromorfofilia per a aquests casos, mentre que ginemimetofilia s'usa per a l'atracció cap a transsexuals post-cirurgia. No obstant això, encara existeix confusió en l'ocupació i diferenciació entre un i un altre terme.
- Atracció per les persones transgènere
- Ginefilia
- Andromimetofilia